# Luko Biskup
Luko Biskup (Ragusa, 14 giugno 1981) è un ex calciatore croato, di ruolo centrocampista.

## Palmarès

### Club

#### Competizioni nazionali
- Campionato albanese: 2

Skënderbeu: 2010-2011, 2011-2012